# Coleostoma
Coleostoma là một chi bướm đêm thuộc họ Gelechiidae.